# Reinhold Henzler
Reinhold Henzler (* 18. Oktober 1902 in Stuttgart; † 19. Oktober 1968 in Hamburg) war ein deutscher Wirtschaftswissenschaftler.

## Leben
Henzler besuchte ein Lehrerseminar und erhielt mit seinem dortigen Abschluss die Lehrberechtigung an württembergischen Handelsschulen. Neben seiner Lehrtätigkeit ebenda absolvierte er ein Studium an der Technischen Hochschule Stuttgart. Nachdem er dort graduiert hatte, setzte er sein Studium an der Universität Frankfurt am Main an der Wirtschafts- und Sozialwissenschaftlichen Fakultät fort und erhielt 1927 sein Diplom als Handelslehrer. In Frankfurt war er Assistent von Prof. Josef Hellauer. 1928 wurde er mit Rückvergütung der Konsumvereine zum Dr. rer. pol. promoviert und war zunächst weiterhin als Assistent tätig. Nach der Gründung des Instituts für Genossenschaftswesen durch Hellauer war Henzler ab 1930 dort tätig.
Nach der „Machtergreifung“ der Nationalsozialisten engagierte er sich als Vertreter des NS-Dozentenbunds im Senat der Frankfurter Universität. 1935 habilitierte er sich mit „Betriebswirtschaftliche Hauptfragen des Genossenschaftswesens“ für Betriebswirtschaftslehre und Genossenschaftswesen. Er wurde anschließend Dozent der Universität in Frankfurt.
Nach der Emeritierung Hellauers 1937 war er zunächst Lehrstuhlvertreter, bevor er zum 1. Oktober 1937 zum außerordentlichen Professor berufen wurde. Am 8. Mai 1937 beantragte er die Aufnahme in die NSDAP und wurde rückwirkend zum 1. Mai desselben Jahres aufgenommen (Mitgliedsnummer 4.498.734). Zugleich wurde er Direktor des Instituts für Genossenschaftswesen. Zusätzlich zu seinen Pflichten in Frankfurt war er 1937 bis 1939 als Vertretung des Ordinariats der Universität Heidelberg tätig. Während des Zweiten Weltkrieges war er kurzzeitig auch in Göttingen und Freiburg tätig. Am 1. Januar 1940 wurde er zum ordentlichen Professor der Universität Frankfurt am Main berufen. Daneben war er bis zum Kriegsende 1945 stellvertretender Gaudozentenführer.
Anschließend musste Henzler seine Hochschultätigkeit einstellen.
Von 1948 bis 1952 war er Redakteur der Deutschen Zeitung und Wirtschaftszeitung und nebenbei Dozent der Akademie für Welthandel Frankfurt.
1952 erhielt er einen Ruf an die Universität Hamburg an die Rechts- und Staatswissenschaftliche Fakultät. 1954/55 war er dort Dekan und begleitete die Ausgliederung des Wirtschafts- und Sozialwissenschaften in eine eigene Fakultät. 1960/61 war er erneut Dekan und zugleich bis 1962 war er Vorsitzender des Verbandes der Hochschullehrer für Betriebswirtschaft.

## Wirken
Henzlers Arbeit konzentrierte sich vor allem auf die Betriebswirtschaftslehre der Genossenschaften und war unter anderem an der Änderung des Genossenschaftsgesetzes von 1940 beteiligt.
Weitere Tätigkeitsbereiche waren der Außenhandel, die integrierten Märkte und die allgemeine Betriebswirtschaftslehre.

## Werke
- Betriebswirtschaftliche Hauptfragen des Genossenschaftswesens, Stuttgart 1939
- Genossenschaftswesen, Wiesbaden 1952

- Die Genossenschaft – eine fördernde Betriebswirtschaft, Essen 1957
- Die Marktunion. Eine betriebswirtschaftliche Wende. Köln 1958
- Betriebswirtschaftliche Probleme des Genossenschaftswesens. Wiesbaden 1962
- Betriebswirtschaftslehre des Außenhandels, Wiesbaden 1962
- Der genossenschaftliche Grundauftrag, Förderung der Mitglieder. Gesammelte Abhandlungen und Beiträge. Frankfurt am Main 1970